# Saint-Martin-du-Limet
Pour les articles homonymes, voir Saint-Martin.
Saint-Martin-du-Limet est une commune française, située dans le département de la Mayenne en région Pays de la Loire, peuplée de 425 habitants.
La commune fait partie de la province historique de l'Anjou (Haut-Anjou).

## Géographie
La commune est située en Sud-Mayenne.

### Climat
Pour des articles plus généraux, voir Climat des Pays de la Loire et Climat de la Mayenne.
En 2010, le climat de la commune est de type climat océanique altéré, selon une étude du CNRS s'appuyant sur une série de données couvrant la période 1971-2000. En 2020, Météo-France publie une typologie des climats de la France métropolitaine dans laquelle la commune est exposée à un climat océanique et est dans la région climatique  Bretagne orientale et méridionale, Pays nantais, Vendée, caractérisée par une faible pluviométrie en été et une bonne insolation. 
Pour la période 1971-2000, la température annuelle moyenne est de 11,4 °C, avec une amplitude thermique annuelle de 13,8 °C. Le cumul annuel moyen de précipitations est de 770 mm, avec 12,9 jours de précipitations en janvier et 7,2 jours en juillet. Pour la période 1991-2020, la température moyenne annuelle observée sur la station météorologique de Météo-France la plus proche, sur la commune de Ballots à 9 km à vol d'oiseau, est de 11,8 °C et le cumul annuel moyen de précipitations est de 782,1 mm,. Pour l'avenir, les paramètres climatiques de la commune estimés pour 2050 selon différents scénarios d'émission de gaz à effet de serre sont consultables sur un site dédié publié par Météo-France en novembre 2022.

## Urbanisme

### Typologie
Au 1er janvier 2024, Saint-Martin-du-Limet est catégorisée commune rurale à habitat dispersé, selon la nouvelle grille communale de densité à sept niveaux définie par l'Insee en 2022.
Elle est située hors unité urbaine. Par ailleurs la commune fait partie de l'aire d'attraction de Craon, dont elle est une commune de la couronne,. Cette aire, qui regroupe 9 communes, est catégorisée dans les aires de moins de 50 000 habitants,.

### Occupation des sols
L'occupation des sols de la commune, telle qu'elle ressort de la base de données européenne d’occupation biophysique des sols Corine Land Cover (CLC), est marquée par l'importance des territoires agricoles (83 % en 2018), une proportion sensiblement équivalente à celle de 1990 (83,1 %). La répartition détaillée en 2018 est la suivante : 
terres arables (65,1 %), prairies (16,2 %), forêts (10,3 %), espaces verts artificialisés, non agricoles (3,3 %), zones urbanisées (3 %), zones agricoles hétérogènes (1,8 %), zones industrielles ou commerciales et réseaux de communication (0,4 %). L'évolution de l’occupation des sols de la commune et de ses infrastructures peut être observée sur les différentes représentations cartographiques du territoire : la carte de Cassini (XVIIIe siècle), la carte d'état-major (1820-1866) et les cartes ou photos aériennes de l'IGN pour la période actuelle (1950 à aujourd'hui).

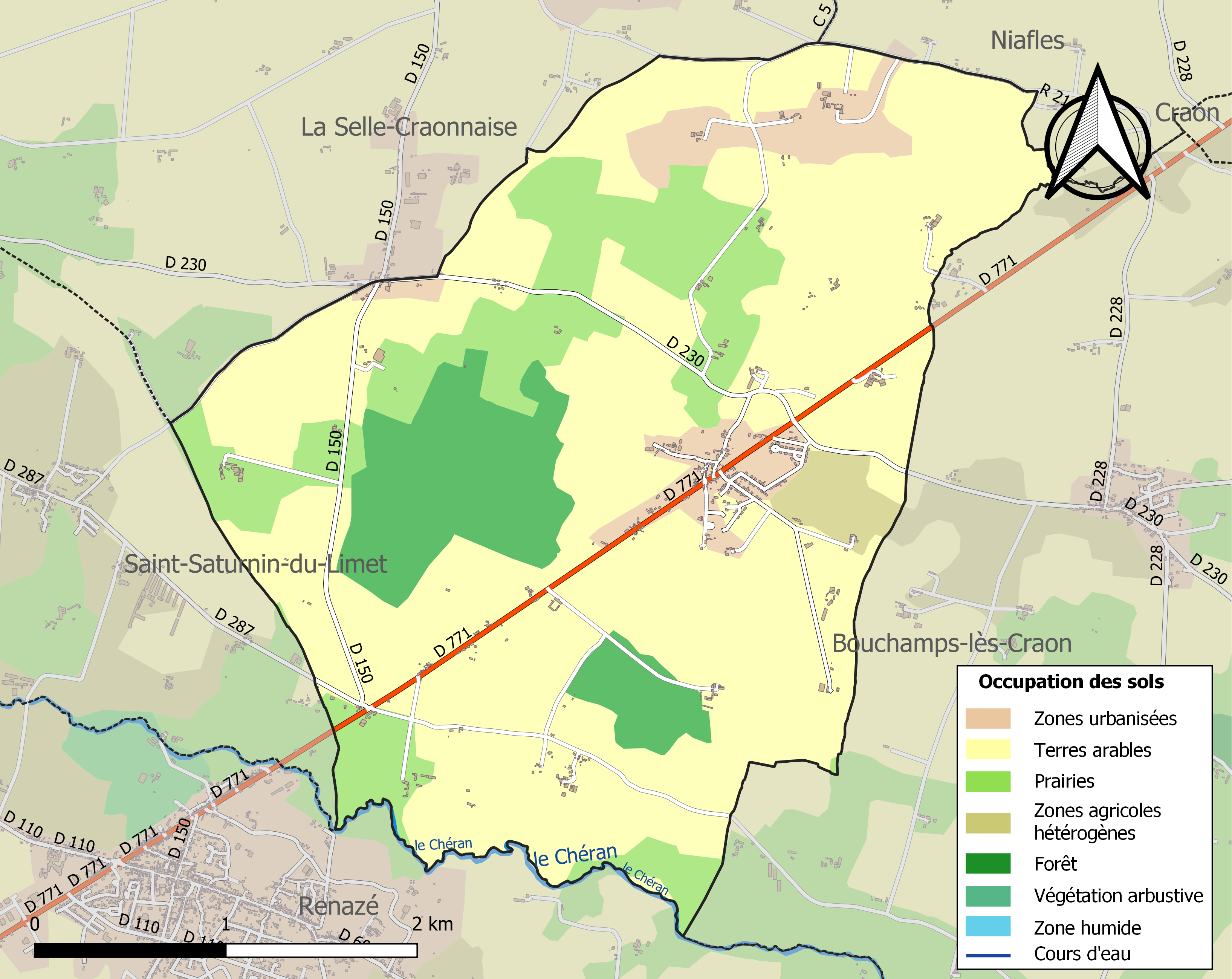
Carte des infrastructures et de l'occupation des sols de la commune en 2018 (CLC).

## Histoire
Au Moyen Âge puis sous l'Ancien Régime, la commune fait partie du fief de la baronnie angevine de Craon, dépend de la sénéchaussée principale d'Angers et du pays d'élection de Château-Gontier.

## Politique et administration
| Période                                  | Période   | Identité           | Étiquette | Qualité                      |
| ---------------------------------------- | --------- | ------------------ | --------- | ---------------------------- |
| 1945                                     |           | Alexandre Loueille |           |                              |
| 1953                                     |           | Alphonse Coué      |           |                              |
| juin 1995                                | mars 2008 | Jean-Paul Tréton   |           |                              |
| mars 2008                                | mars 2014 | Paul Syllas        | SE        | Retraité des travaux publics |
| mars 2014                                | En cours  | Laurent Besnier    | SE        | Agriculteur                  |
| Les données manquantes sont à compléter. |           |                    |           |                              |

## Démographie
L'évolution du nombre d'habitants est connue à travers les recensements de la population effectués dans la commune depuis 1793. Pour les communes de moins de 10 000 habitants, une enquête de recensement portant sur toute la population est réalisée tous les cinq ans, les populations de référence des années intermédiaires étant quant à elles estimées par interpolation ou extrapolation. Pour la commune, le premier recensement exhaustif entrant dans le cadre du nouveau dispositif a été réalisé en 2004.
En 2022, la commune comptait 425 habitants, en évolution de −4,06 % par rapport à 2016 (Mayenne : −0,73 %, France hors Mayotte : +2,11 %).
| 1793 | 1800 | 1806 | 1821 | 1831 | 1836 | 1841 | 1846 | 1851 |
| ---- | ---- | ---- | ---- | ---- | ---- | ---- | ---- | ---- |
| 430  | 409  | 405  | 417  | 470  | 478  | 478  | 526  | 550  |

| 1856 | 1861 | 1866 | 1872 | 1876 | 1881 | 1886 | 1891 | 1896 |
| ---- | ---- | ---- | ---- | ---- | ---- | ---- | ---- | ---- |
| 500  | 536  | 575  | 565  | 562  | 649  | 630  | 606  | 681  |

| 1901 | 1906 | 1911 | 1921 | 1926 | 1931 | 1936 | 1946 | 1954 |
| ---- | ---- | ---- | ---- | ---- | ---- | ---- | ---- | ---- |
| 687  | 696  | 627  | 592  | 564  | 552  | 551  | 521  | 488  |

| 1962 | 1968 | 1975 | 1982 | 1990 | 1999 | 2004 | 2006 | 2009 |
| ---- | ---- | ---- | ---- | ---- | ---- | ---- | ---- | ---- |
| 457  | 435  | 430  | 415  | 469  | 493  | 469  | 470  | 488  |

| 2014 | 2019 | 2022 | - | - | - | - | - | - |
| ---- | ---- | ---- | - | - | - | - | - | - |
| 460  | 437  | 425  | - | - | - | - | - | - |

## Lieux et monuments
- L'église Saint-Martin du XIXe siècle.
- Le château de l'Ansaudière.

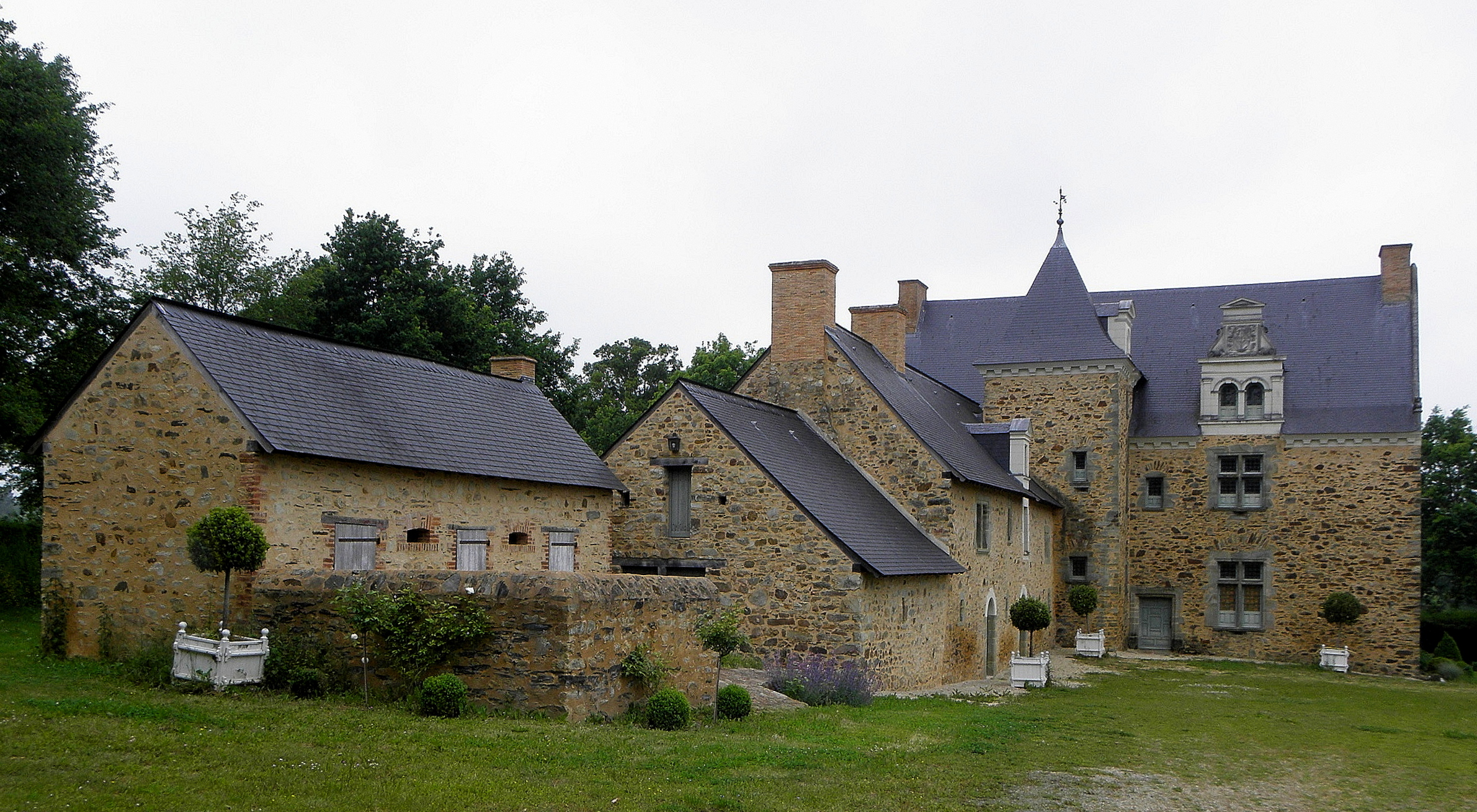
Le logis de la Joubardière.

- Le logis de la Joubardière, classé monument historique[18].
- La chapelle Notre-Dame-de-la-Crue, lieu de pèlerinage en septembre de chaque année.